# Yuki Satoshi
Dans ce nom japonais, le nom de famille, Yuki, précède le nom personnel.
Yuki Satoshi (結城聡), né le 11 février 1972, est un joueur de go professionnel au Japon.

## Biographie
Yuki s'est révélé très tôt un joueur brillant. Il est devenu pro à l'âge de 12 ans, et atteint le grade de 9e dan en seulement 10 ans. Il joue au sein de la Kansai Ki-in. En 2005, il a affronté Hane Naoki dans la finale du titre de Kisei, mais perd dans la dernière partie. Il a déjà gagné contre les meilleurs joueurs japonais, comme Cho U, Hane Naoki, Rin Kaiho, ou Mimura Tomoyasu, mais a dû attendre 2010 pour gagner un des sept titres majeurs (le Tengen).

## Titres
| Titre                          | Années                             |
| ------------------------------ | ---------------------------------- |
| Tengen                         | 2010                               |
| Judan                          | 2013                               |
| Coupe NHK                      | 2009, 2010, 2012, 2013, 2014       |
| Ryusei                         | 2005                               |
| Shinjin-O                      | 1993                               |
| Championnat de la Kansai Ki-in | 1996, 2004, 2006, 2007, 2008, 2009 |
| Kakusei                        | 2003                               |
| Championnat d'Hayago           | 1995                               |
| JAL Super Hayago Championship  | 2003                               |
| Total                          | 18                                 |